# حشيشة الزجاج

## أنواع
- حشيشة الزجاج المخزنية
- حشيشة الزجاج اليهودية
- حشيشة الزجاج الغربية
- حشيشة الزجاج البنسلفانية